# ماریا کریستینا

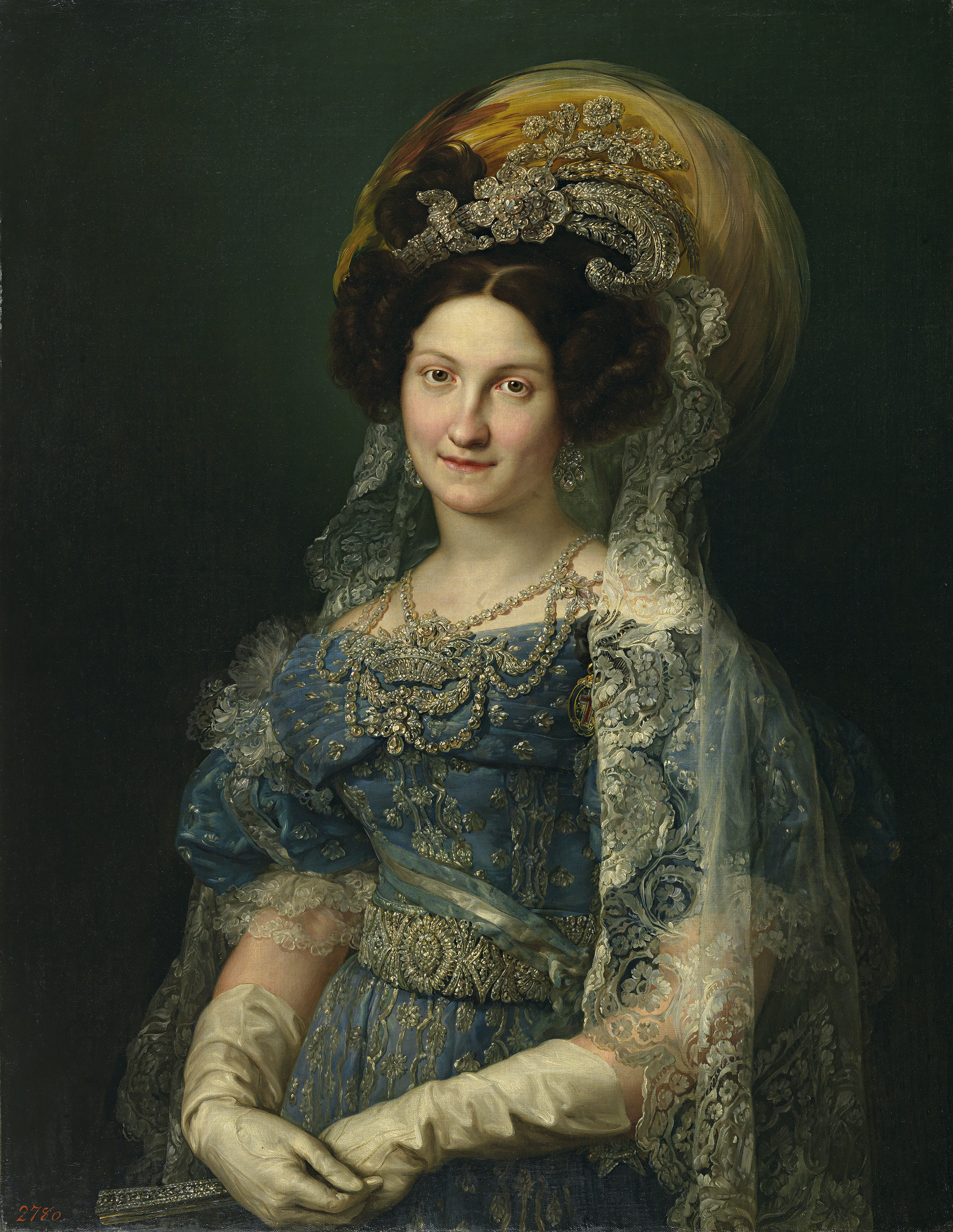
پرترهٔ ماریا کریستینا، ملکهٔ اسپانیا، نام اثری است از ویسنته لوپز پورتانا، پرتره‌نگار برجستهٔ اسپانیایی به‌سال ۱۸۳۰ میلادی. این اثر هم‌اکنون در موزهٔ دل پرادو در مادرید نگه‌داری می‌شود.

ماریا کریستینا دِ بوربون-دوس سیسیلیاس (به اسپانیایی: María Cristina de Borbón-Dos Sicilias) همسرشاه فردیناند هفتم اسپانیا و به مدت ۷ سال نایب‌السلطنه پادشاهی اسپانیا بود. ماریا کریستینا دختر فرانسیس اول، پادشاه سیسیل و شاه‌دُخت ماریا ایسابلا و نوهٔ کارلوس چهارم اسپانیا و همچنین فردیناند چهارم سیسیل بود.